# Lluís Maria Andriani
Lluís Maria Andriani (24 de setembre de 1773, Barcelona - † segle xviii) fou un militar barceloní.

## Biografia
Estudià en un seminari de nobles i el 1790 inaugurà la seva carrera militar, lluitant contra els marroquins al setge de Ceuta.
Durant la Guerra del Francès prengué part en diversos fets d'armes. Fou nomenat governador de San Fernando de Sagunto l'agost de 1811 i segons consta en els seus fulls de serveis, «feu la seva gloriosa defensa i rebutjat l'assalt de 28 de setembre del mateix any, per la qual cosa se li conferí el grau de brigadier; rebutjà amb igual o major glòria els assalts de 18 d'octubre del propi any, i després d'allargada la defensa miraculosament per espai de dies, per mitjà dels esforços més grans, i passats ja trenta-quatre dies de rigorós setge al qual forçà l'enemic, obligant-lo a reconèixer per plaça forta o un retrinxerament no conclòs, quedà fet presoner el 26 del dit mes i any».
Estigué a França com a presoner del 1812 al 1813 i tornà a Espanya l'any següent. El 1823 el destinaren com a comissari regi al cos de l'exèrcit francès que comandava Molitor. Després d'haver estat promogut a mariscal de camp el 1835, exercí el càrrec de segon cap del capità general de Madrid i el 1855 se li concedí la pensió de San Hermenegildo.
També escrigué diverses memòries de les accions militars en què participà.